# Reparación directa
La reparación o inversión directa del ADN es un sistema de reparación que NO requiere eliminación de nucleótidos o bases nitrogenadas, y que emplea enzimas para reparar directamente alteraciones nucleotídicas. Los principales enzimas empleados son la fotoliasa (separa los dímeros de timinas formados por radiación UV) y la metiltransferasa (retira grupos metilo añadidos al ADN).
Se sabe que las células eliminan tres tipos de daños en el ADN invirtiéndolos químicamente. Estos mecanismos no requieren una plantilla, ya que los tipos de daños que reparan sólo pueden tener lugar en una de las cuatro bases. Estos mecanismos de inversión directa son específicos a cada tipo de daño y no implican la fragmentación del núcleo de fosfodiéstero. La formación de dímeros de timina (un tipo común de dímero de ciclobutilo) después de irradiación con luz ultravioleta resulta en un enlace covalente anormal entre bases de timidina adyacentes. El proceso de fotorreactivación invierte directamente este daño mediante la acción de la enzima fotoliasa, la activación depende necesariamente de la energía absorbida de la luz azul/UVA (longitud de onda de 300-500Nm) para promover la catálisis. Otro tipo de daños, como la metilación de bases de guanina, es directamente revertido por la proteína metilguanina metil transferasa (MGMT), el equivalente bacteriano de la que recibe el nombre de OGT. Se trata de un proceso exigente en recursos, pues cada molécula de MGMT sólo se puede utilizar una vez, es decir, la reacción es estequiométrica y no catalítica. En bacterias hay una respuesta generalizada a los agentes metilantes, conocida como respuesta adaptativa, y que confiere una cierta resistencia a los agentes alquilantes tras una exposición prolongada a través de la sobrerregulación de las enzimas de reparación de la alquilación. El tercer tipo de daños al ADN invertido por las células es una cierta metilación de las bases citosina y adenina.